# Bahnhof Krabbendijke
Der Bahnhof Krabbendijke ist der Bahnhof der Ortschaft Krabbendijke in der niederländischen Provinz Zeeland. Er ist Haltepunkt der Zeeuwse Lijn (deutsch Seeland-Linie), die von Vlissingen über Roosendaal nach Amsterdam führt. Das Gebäude liegt am nördlichen Rand des Dorfes in unmittelbarer Nähe zu einer Schule des reformatorischen Calvijn College  und ist ein kulturhistorisches Monument (Nr. 66681).
Der Bahnhof wurde 1863 in der Typenbauweise (Typ SS 5. Klasse) der Staatsspoorwegen errichtet und am 1. Juli 1868 eröffnet. 1916 wurde dem Gebäude an der östlichen Seite ein Anbau hinzugefügt. Die beiden Bahnsteige liegen schräg zueinander versetzt.

## Streckenverbindungen
Im Jahresfahrplan 2022 wird der Bahnhof Krabbendijke von folgenden Linien bedient:
| Zugtyp    | Linienverlauf | Frequenz |
| --------- | --- | --- |
| Intercity | Amsterdam Centraal – Amsterdam Sloterdijk – Haarlem – Leiden Centraal – Den Haag HS – Delft – Rotterdam Centraal – Dordrecht – Roosendaal – Krabbendijke – Vlissingen | stündlich (fährt abends und am Wochenende halbstündlich und hält an allen Bahnhöfen zwischen Bergen op Zoom und Vlissingen) |
| Sprinter  | Roosendaal – Bergen op Zoom – Krabbendijke – Goes – Middelburg – Vlissingen                                                                                           | stündlich (fährt nicht abends und am Wochenende)                                                                            |